# Францисканки-місіонерки Марії
41°53′35″ пн. ш. 12°30′11″ сх. д. / 41.893121870905° пн. ш. 12.503152569617° сх. д.

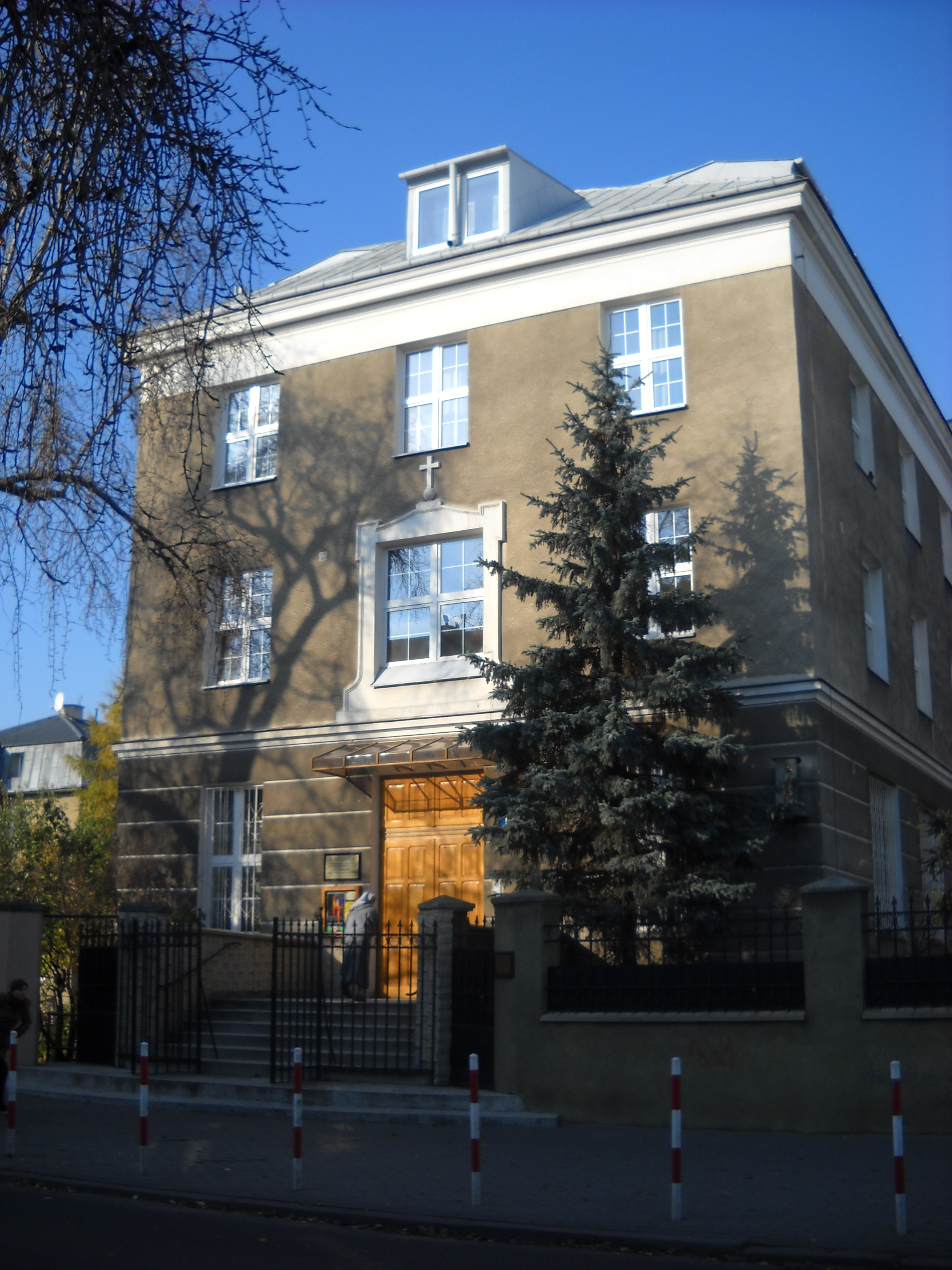
Монастир конгрегації у Варшаві, Польща

Францисканки-місіонерки Марії (лат. Congregatio Franciscalium Missionariarum a Maria) — назва жіночої католицької чернечої конгрегації.

## Історія
Заснувала у 1877 блаженна Римо-католицька церква Олена Марія де Шаппотен, коли вона працювала в Індії. 6 січня 1877  конгрегація затверджена Римським папою Пієм IX.
З самого початку заснування займалася місіонерською діяльністю в Індії та Китаї. В даний час черниці займаються євангелізацією, благодійною, педагогічною та освітньою діяльністю.
У 1928-1948 діяла Школа при Конвенті Сестер Францисканок-Місіонерок Пресвятої Діви Марії в Харбіні.

## Блаженні та святі конгрегації
- Олена Марія де Шаппотен – засновниця конгрегації;
- Сім мучениць із групи 120 китайських мучеників : Марія Адольфіна, Марія Амандіна, Марія Божого Різдва, Марія Герміна Ісуса, Марія Клара, Марія Миру, Марія святого Іустина;
- Марія Ассунта Паллота

## Джерело
- Офіційний сайт конгрегації Архівовано липень 22, 2011 на сайті Wayback Machine.(англ.)